# Zitadelle Spandau
Die Zitadelle Spandau ist eine der bedeutenden und besterhaltenen Festungen der Hochrenaissance in Europa. Sie befindet sich nordöstlich der Spandauer Altstadt am gegenüberliegenden Havelufer im Berliner Ortsteil Haselhorst und ist eine bekannte Sehenswürdigkeit des Berliner Bezirks Spandau. Kern der Anlage ist eine mittelalterliche Burg, von der noch Bergfried und Palas erhalten sind. Um sie herum wurde in den Jahren 1559–1594 ein Festungsbauwerk nach dem damals aktuellen Stand der Technik angelegt.
Im Bezirk Spandau befinden sich noch weitere zur Festung Spandau gehörende Bauwerke wie das erst 1886 erbaute Fort Hahneberg im Ortsteil Staaken, die Burgwallschanze und Reste der Teltower Brückschanze am Schanzenwald/Elsgraben.

## Geschichte der Zitadelle

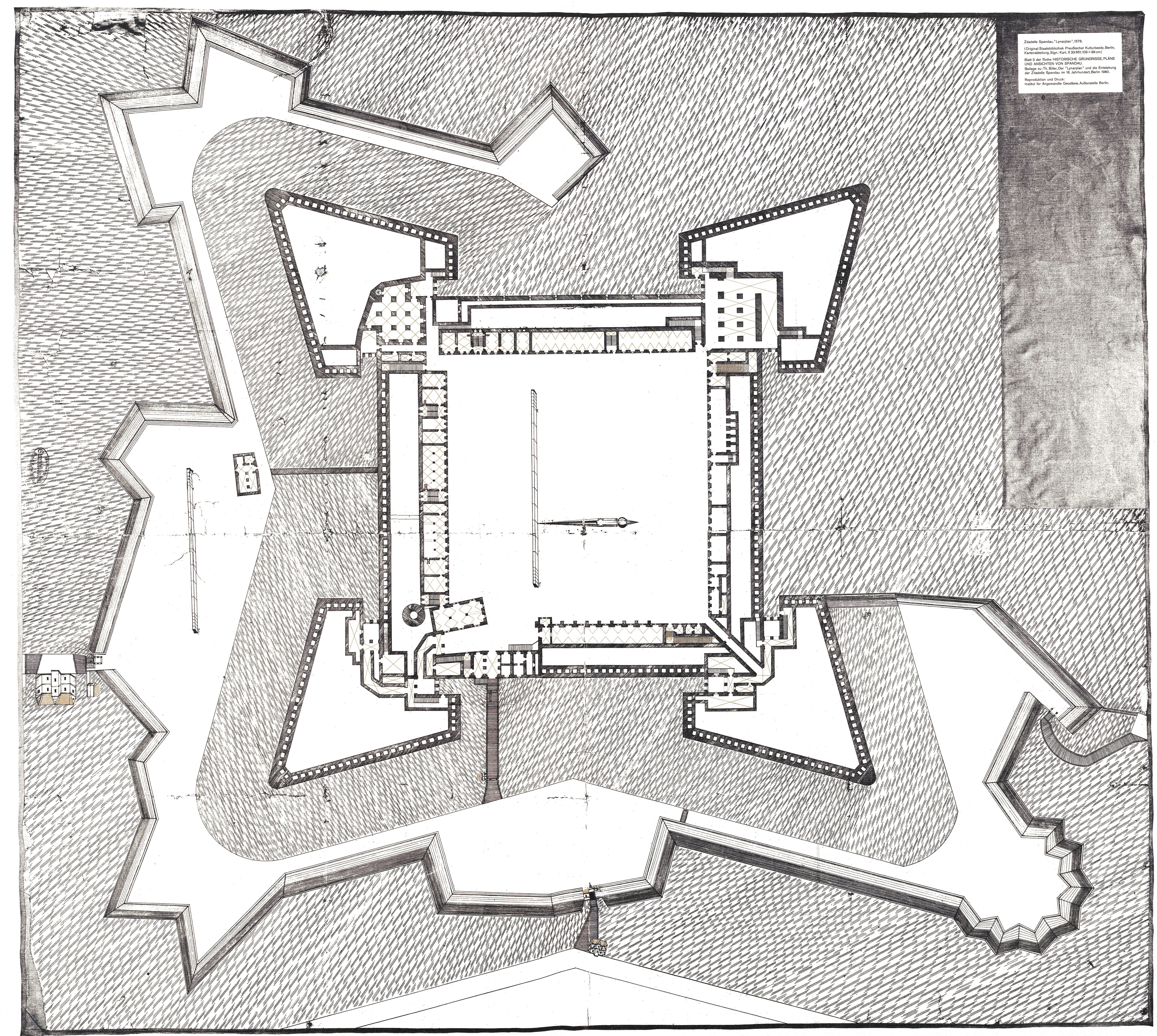
Lynarplan-Entwurf zum Bau der Zitadelle, ca. 1578

Archäologische Funde belegen, dass sich im 11. Jahrhundert auf dem Gelände der heutigen Zitadelle eine slawische Befestigungsanlage befand.
Zum Schutz der nahegelegenen Residenzstadt Berlin ließen die brandenburgischen Kurfürsten am Zusammenfluss der Spree mit der Havel bei Spandau eine Festung errichten. Im Jahr 1557 wurde mit den Vorarbeiten zum Bau begonnen. Aus dem Jahr 1560, dem Jahr des Baubeginns, ist ein Armierungsentwurf für die Festung bekannt. Im Jahr 1580 erfolgte die erste Belegung mit Mannschaften, 1594 wurde der Festungsbau vollendet. Im Jahr 1620 begann die Umbauung der Stadt Spandau mit Wallanlagen. Die Festung war jetzt eine Zitadelle. Im Jahr 1636 zog Graf Adam zu Schwarzenberg, der Statthalter des brandenburgischen Kurfürsten Georg Wilhelm, mit der Kriegskanzlei auf die Zitadelle.
Schwedische Truppen lagen 1675 während des Schwedeneinfalls vor der Zitadelle. 1691 ereignete sich eine Explosion auf der Bastion Kronprinz, worauf diese 1692 neu erbaut wurde.
Während des Krieges mit Frankreich kapitulierte die voll kriegsbereite Festung unter dem Kommandanten Major Ernst Ludwig von Beneckendorff am 25. Oktober 1806 ohne jeden Versuch sich zu verteidigen. Napoleon Bonaparte besichtigte sie am Tag darauf. Nach Kriegsende verurteilte ein Kriegsgericht Beneckendorff zum Tode, jedoch wandelte König Friedrich Wilhelm III. das Urteil in „Festungsarrest auf Königliche Gnade“ um. Die Festung blieb bis zu den Befreiungskriegen von französischen und polnischen Truppen besetzt. Bei der Belagerung durch die preußische Armee im April 1813 explodierte nach einem Artillerietreffer das Pulvermagazin auf der Bastion Königin. Am 26. April 1813 übergab die französische Besatzung die Festung gegen freien Abzug an den preußischen General August von Thümen.
Die Restaurierung der Bastion Königin erfolgte 1821. Das Außenmauerwerk wurde 1885 in der heutigen Form verblendet. Von 1874 bis 1919 lagerten Teile des Reichskriegsschatzes auf der Zitadelle.
Im Jahr 1920 wurde die Zitadelle durch einen von sechs Personen ausgeführten Raub bekannt. Sechs Millionen rumänische Lei waren bei einem Einbruch in den Juliusturm gestohlen worden und sollten in Brüssel in brauchbares Geld umgewandelt werden. Als Haupttäter ermittelte die Polizei den Kaufmann Fröschle mit seiner Geliebten, die übrigen Personen sollen an der Hehlerei beteiligt gewesen sein. Das Gericht verurteilte die Angeklagten zu unterschiedlich langen Gefängnisstrafen bis hin zu Bewährung.
Im Jahr 1935 wurde ein Heeresgasschutzlaboratorium eingerichtet, in welchem umfangreiche Forschungen zum Nervengas Tabun durchgeführt wurden. Am Ende des Zweiten Weltkriegs wurde am 1. Mai 1945 die Zitadelle vom Kommandanten, Oberst Professor Dr. Gerhard Jung, kampflos an die sowjetischen Truppen übergeben. Daran erinnert eine Gedenktafel in der Eingangshalle der Zitadelle.
Zwischen 1945 und 1948 war die britische Verwaltung ihres Sektors von Berlin Hausherr der Zitadelle, in der 1960 das Spandauer Heimatmuseum im Palas eröffnet wurde. 1962 bis 1976 fanden umfangreiche Restaurierungsarbeiten in der Zitadelle statt, in deren Verlauf auch Kampfmittel gesucht und geräumt wurden.
Die Otto-Bartning-Schule (Berufsfachschule für das Baugewerbe, später: Otto-Bartning-Oberschule als Fachoberschule für Baugewerbe, Bauwesen und Vermessungstechnik) zog im Jahr 1950 auf die Zitadelle. Die Schule war hier bis 1986 untergebracht.
Planungen für die Unterbringung des Berliner Museums für Vor- und Frühgeschichte auf der Zitadelle zerschlugen sich mit dem Fall der Mauer. Im ehemaligen Zeughaus befindet sich seit 1992 das Stadtgeschichtliche Museum Spandau. Das Erdgeschoss beherbergt eine ständige Ausstellung zur Stadtgeschichte Spandaus; im Obergeschoss ist Raum für Wechselausstellungen.
In der Zitadelle Spandau finden regelmäßig Konzerte, Festivals und andere Veranstaltungen statt, beispielsweise ein jährliches Mittelalterfest, das seit 2005 jährlich stattfindende Citadel Music Festival und ein regelmäßiger historischer Weihnachtsmarkt. Auf dem Gelände befinden sich weitere Ausstellungsflächen sowie ein Haus mit 40 Ateliers für Künstler und andere Kreativschaffende. Der Gotische Saal sowie Räume der Italienischen Höfe und der Alten Kaserne können als Veranstaltungsorte gemietet werden. Ferner bietet das Standesamt Trauungen im Fürstenzimmer des Kommandantenhauses an.

## DauerausstellungEnthüllt – Berlin und seine Denkmäler
Wichtiger Teil der Nutzung ist seit 2016 die Dauerausstellung Enthüllt – Berlin und seine Denkmäler, der Sanierungsmaßnahmen im ehemaligen Proviantmagazin vorangegangen waren. Die Berliner Kulturverwaltung hatte 2009 hierfür eine Förderung in Höhe von rund sechs Millionen Euro aus Mitteln des Berliner Kulturinvestitionsprogramms bewilligt. Ein ähnlich hoher Beitrag kam von der Stiftung Deutsche Klassenlotterie. Während die baulichen Arbeiten durch einen Wettbewerb im Jahre 2010 vorentschieden worden waren, wurden 26 Standbilder und 40 Büsten der ehemaligen Siegesallee im Mai 2009 aus vom Lapidarium in Berlin-Kreuzberg auf die Zitadelle verlagert. Nach sorgfältiger Restaurierung bilden sie seit dem 29. April 2016 einen Teil der neuen Dauerausstellung im Magazin (Haus 8) (siehe im Einzelnen zu den in der Zitadelle vorhandenen Siegesalleefiguren: Liste der Figuren). Zu den Exponaten der Ausstellung zählt ferner der Kopf des 1991/1992 abgerissenen Ost-Berliner Lenindenkmals, der 23 Jahre lang in einer Sandgrube am Rande Berlins vergraben war.

## Architektur

### Übersicht

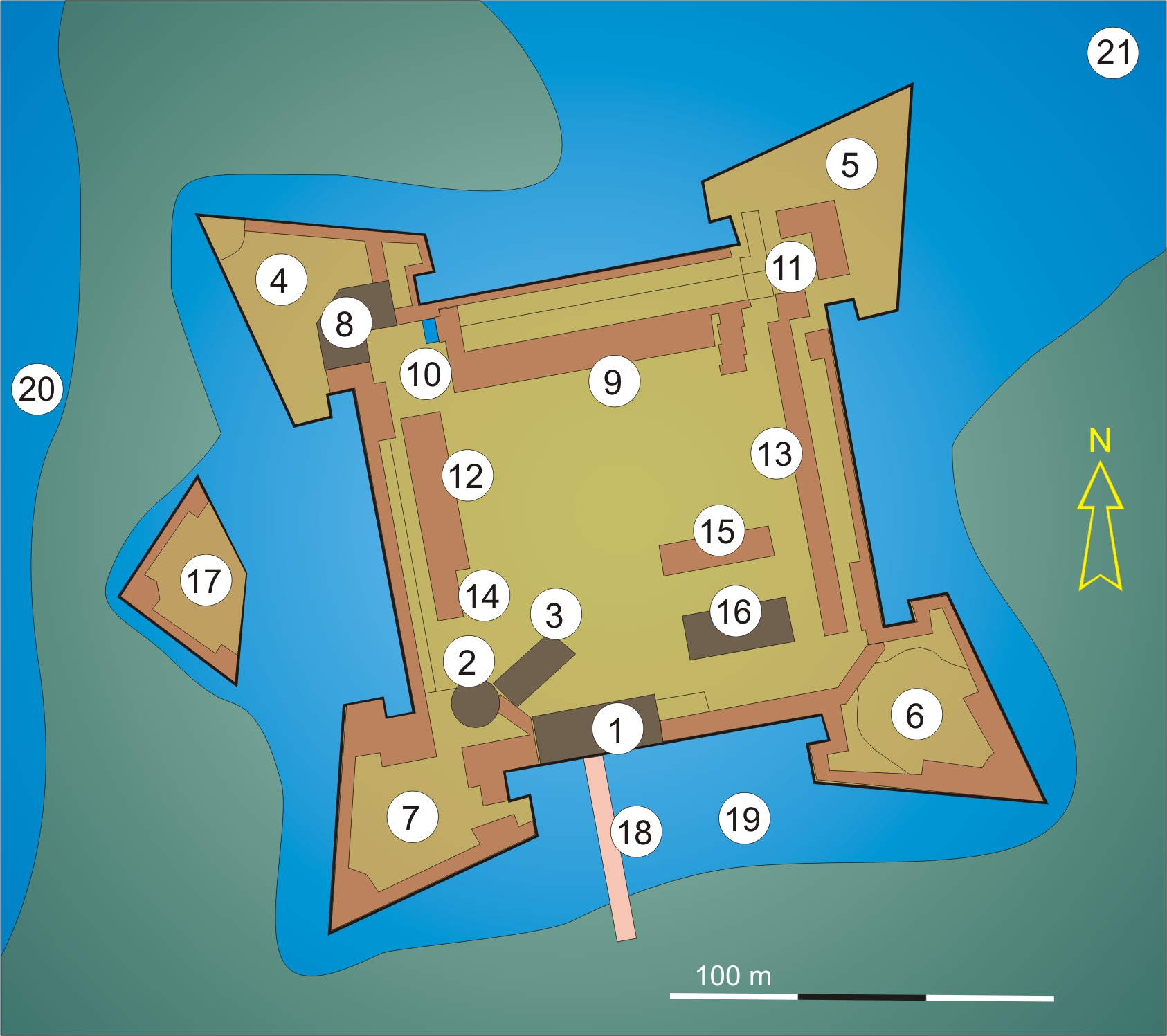
Schematische Karte der Zitadelle Spandau:
1 Torhaus
2 Juliusturm
3 Palas
4 Bastion Kronprinz
5 Bastion Brandenburg
6 Bastion Königin
7 Bastion König
8 Kanonenturm
9 ehemalige Kaserne
10 Wassertor
11 italienische Höfe
12 ehemaliges Verwaltungsgebäude
13 Magazin
14 ehemaliges Offiziershaus
15 ehemaliger Exerzierhalle
16 ehemaliges Zeughaus
17 Ravelin „Schweinekopf“
18 Damm und Brücke
19 Wassergraben
20 Havel
21 Spandauer See/Krienecke

Architekt der Zitadelle war der Italiener Francesco Chiaramella de Gandino, der 1578 durch Rochus zu Lynar – gleichfalls aus Italien stammend – abgelöst wurde. Bautechnisch entsprach die Zitadelle der damaligen Idealvorstellung. Die symmetrisch aufgebaute Festung besitzt vier Bastionen, die durch Kurtinen verbunden sind. Das Kurtinen-Viereck besitzt eine Kantenlänge von 208 × 195 Metern. Durch die Anordnung der Bastionen gab es keine toten Winkel, in denen sich Angreifer hätten verstecken können.

### Torhaus
Das Torhaus befindet sich in der Südkurtine und besitzt eine Zugbrücke. Es ist aus Gründen der besseren Verteidigung aus der Mitte nach Westen verschoben. So bot sich eine Sicherung von der linken Flanke der Bastion „König“ aus an. Dafür nahm man den schlechten Untergrund in Kauf. Um dieses Problemes Herr zu werden, wurde zur Erbauung das Verfahren der schwimmenden Gründung angewandt. In den Faulschlamm schüttete man Abbruchmaterial und Schutt. Große Stücke setzten sich auf dem Grund ab und saugten die Feuchtigkeit auf. Darauf wurden Holzpfähle – überwiegend aus Eichenholz – gerammt, die vierkantig zugehauen und zwischen 2 und 3,5 Meter lang waren. Auf diesem vorbereiteten Untergrund erbaute man das Torhaus.
Francesco Chiaramella wird der Entwurf des Torhauses zugeschrieben. Als Venezianer kannte er das von Michele Sanmicheli erbaute Stadttor Porta Nuova in Verona. Das Torhaus in Spandau war ein Prunktor, das den Vorüberreisenden zeigen sollte, wie aufgeschlossen die Spandauer der Kunst gegenüberstanden.
Die heutige Fassade an der Feldseite des Torhauses stammt aus dem Jahr 1839. Die Renaissancefassade des 16. Jahrhunderts wurde 1813 bei dem Beschuss der Zitadelle beschädigt und – wahrscheinlich als nicht mehr zeitgemäß – bei den Renovierungsarbeiten entfernt. Die neue Fassade erhielt eine Gliederung in den Formen des Klassizismus. Hierfür machte man sich die risalitartige Herausziehung der Halle des 16. Jahrhunderts zunutze und blendete eine 25 cm starke Fassade aus Rathenower Ziegeln vor. Sie wird betont durch ein Bogenfeld mit dem kurbrandenburgischen Wappen aus der Erbauungszeit. Zum König in Preußen geworden, ließ Friedrich I. 1701 den Kurhut über dem Wappen durch eine Königskrone ersetzen. Der Wappenschild wird durch ein Band mit Schnalle gerahmt, das von zwei schwarzen Adlern gehalten wird und die Aufschrift Honi soit qui mal y pense trägt (die Devise des Hosenbandordens; übersetzt aus dem Altfranzösischen: ‚Beschämt sei, wer schlecht darüber denkt‘ oder ‚Ein Schelm, wer Böses dabei denkt‘). In der Lünette des Eingangs befindet sich der königlich-preußische Adler.

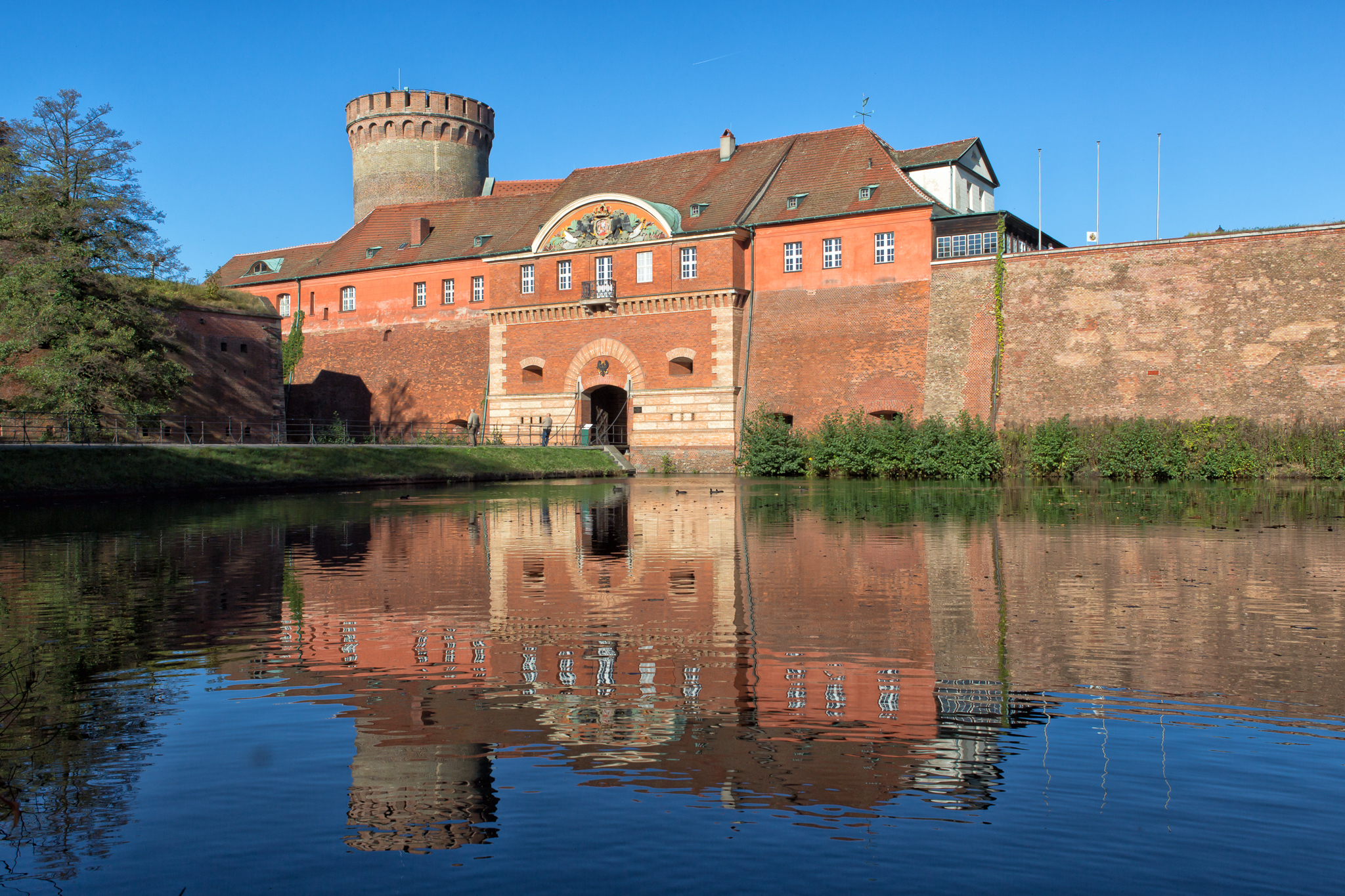
Torhaus der Zitadelle Spandau
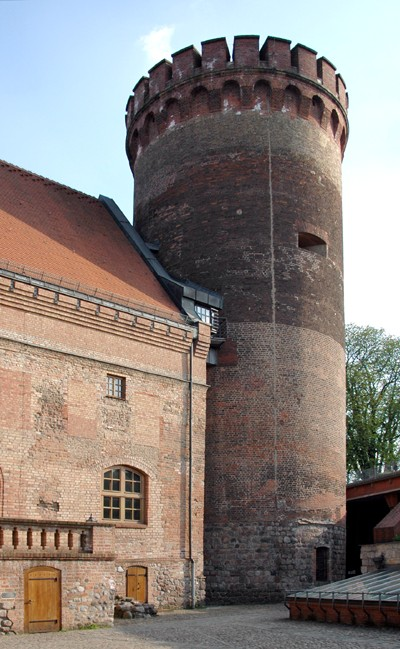
Juliusturm der Zitadelle Spandau
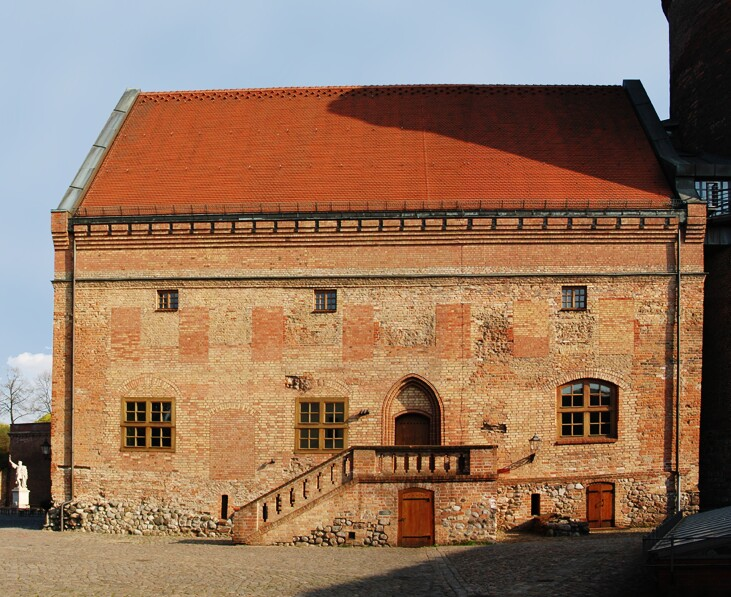
Palas, Frontalansicht, 2004

### Juliusturm

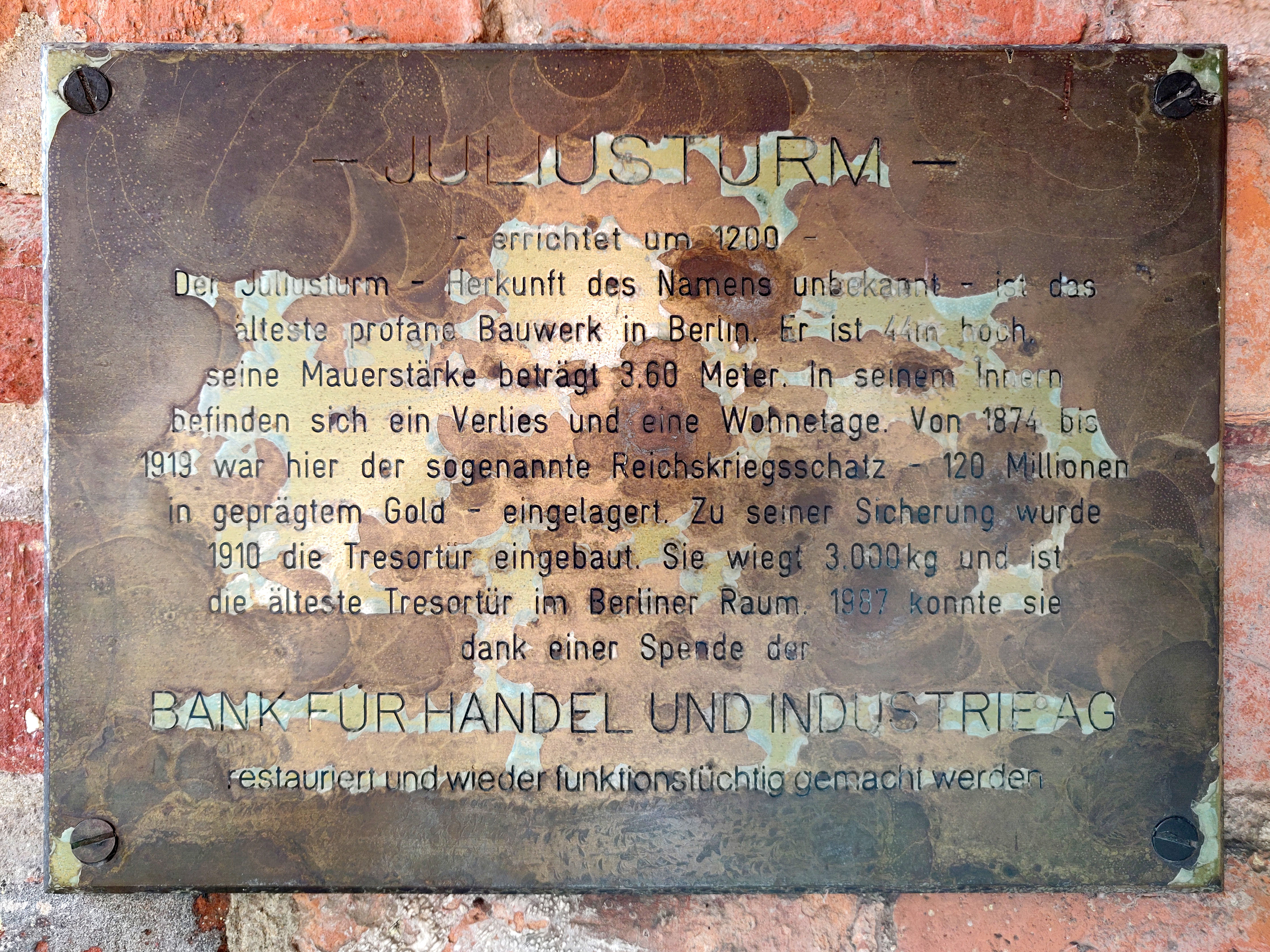
Die Tafel am Eingang des Juliusturms in der Zitadelle Spandau

Der Juliusturm, eines der Wahrzeichen Spandaus, ist 30 Meter hoch. Auf seine Spitze führt die berühmte Wendeltreppe, die 1964 nach dem Vorbild der neugotischen Treppe von 1843 rekonstruiert wurde. Wenn man die 153 Stufen erklommen hat, bietet sich ein Rundblick über Spandau und Umgebung, bis nach Tegel, zur Berliner Innenstadt und zum Grunewald. Die Zeit der Erbauung ist unbekannt. Nach dem Baubefund gehört das Baumaterial des Sockels dem 13. Jahrhundert an. Die Mauerstärke beträgt im Sockelgeschoss 3,6 Meter und im Obergeschoss 2,3 Meter. Folgenschwer für den Turm war 1813 der Beschuss der Zitadelle, die zu damaliger Zeit von napoleonischen Truppen besetzt war, durch preußische Artillerie – er brannte aus. Als Folge stürzte 1822 die Mauerkrone herunter. 16 Jahre blieb der Turm ohne Zinnenkranz. Karl Friedrich Schinkel erhielt 1836 den königlichen Befehl, einen neuen Zinnenkranz zu entwerfen. Sein Entwurf, der Kranz mit 24 Zinnen, passt sich harmonisch dem gotischen Bau an. Wegen der Schrägstellung des Turmes um etwa 81 cm musste der Baumeister Schinkel zum Ausgleich den Schaft des Kranzes auf der Westseite überhöhen.
In der Entstehungszeit war das Bauwerk Wehrturm und Wachturm und diente als Zufluchtsstätte bei Gefahr. Gleichzeitig konnte er als Wohnturm genutzt werden. In seinem Kellergeschoss befand sich das Verlies.

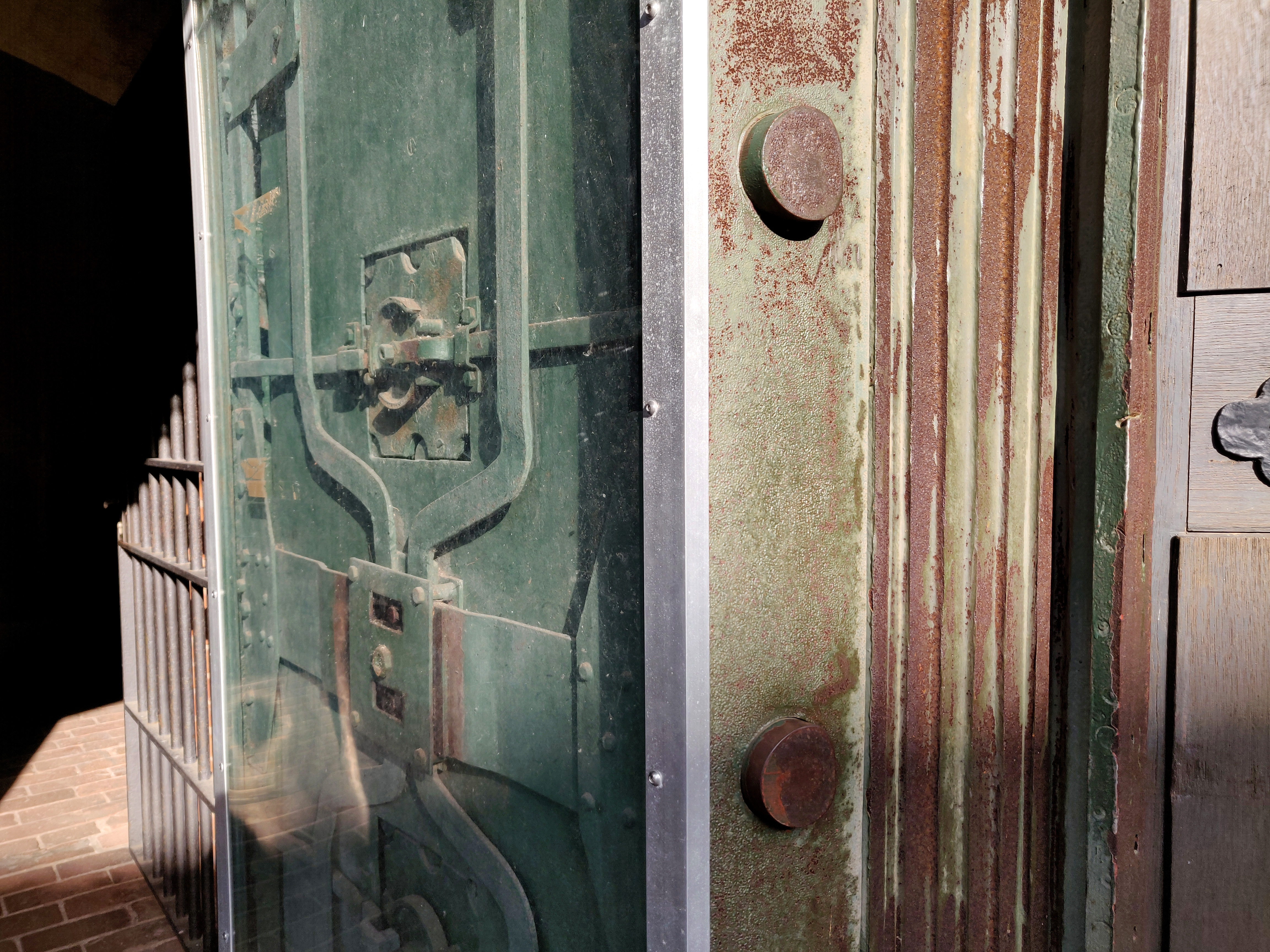
Nahaufnahme der Tresortür des Juliusturms

Die Herkunft des Namens Juliusturm ist bis heute nicht eindeutig geklärt. Zum einen könnte der Name einem Besuch von Herzog Julius von Braunschweig-Wolfenbüttel (1528–1589) zu verdanken sein. Andererseits verlieh Markgraf Ludwig der Römer 1356 seinem Kammerknecht Fritz das Thurm Amt zu Spandau. Da Fritz Jude war, hieß der Turm fortan ‚Judenturm‘. Aus dieser Bezeichnung könnte sich der Name ‚Juliusturm‘, wie er seit 1400 genannt wurde, entwickelt haben.
Nach Beendigung des Deutsch-Französischen Kriegs 1870/1871 wurde der Turm als Lagerort für einen Teil des aus der französischen Kriegsentschädigung stammenden Reichskriegsschatzes bestimmt. Am 3. und 10. Juli 1874 kam der Anteil in 1200 Kisten verpackt nach Spandau und lagerte dort bis zur Rückgabe im Jahr 1919. Weil 1842 Diebe durch den heutigen Eingang gelangt waren, baute man 1910 zur Sicherheit des Reichskriegsschatzes eine Tresortür ein. Sie hat ein Gewicht von drei Tonnen und ist eine der dicksten Tresortüren Berlins.

### Palas
Beim Durchschreiten des Torhauses wird links (westlich) der gotische Saalbau (Palas) sichtbar, der Der Palas war das Wohnhaus der Burg. Hier wohnten die Landesherren, wenn sie in Spandau weilten. Die Innenräume des Palas waren unverputzt. Die Fugen zwischen den Ziegelsteinen im Klosterformat besaßen Ritzungen. 1520 bis 1523 wurde der Palas in Renaissanceformen umgestaltet. Die verwitwete Kurfürstin Elisabeth lebte hier nach der Rückkehr aus ihrem selbstgewählten sächsischen Exil von 1545 bis kurz vor ihrem Tod 1555.
Ein Umbau zum Offizierskasino zerstörte 1936 alte bauliche Strukturen. Seit 1977 wird der Bau in den Formen der Neugotik rekonstruiert.

### Bastion Königin
Die Bastion Königin wurde ursprünglich im 16. Jahrhundert errichtet. Wie aus dem Lynarplan ersichtlich, war sie ähnlich wie die Bastion König mit Kasematten versehen. Nachdem sie im Zuge der Napoleonischen Kriege 1813 schwer beschädigt worden war, baute man sie in neupreußischer Befestigungsmanier wieder auf.

### Westkurtine
In der Westkurtine, dem Festungswall zwischen den Bastionen König und Kronprinz, wurden bei Ausgrabungen in den 1980er Jahren bauliche Zeugnisse aus dem Mittelalter gefunden, die seit 1994 am ursprünglichen Ort zu besichtigen waren. 2015 wurde dieser Schauraum mit Mitteln des Europäischen Fonds für regionale Entwicklung (EFRE) und der Senatsverwaltung für Stadtentwicklung und Umwelt als „Archäologisches Fenster Burg Spandau“ neu gestaltet. Die Grabung mit den Überresten einer slawischen Holz-Erde-Mauer, der darauffolgenden steinernen Burgmauer und der Schlossanlage aus der Renaissancezeit kann nun komplett umrundet werden.
In demselben Ausstellungsbereich ist außerdem ein besonderes Kulturgut zu sehen: eine Auswahl von 23 der über 60 mittelalterlichen jüdischen Grabsteine, die seit den 1950er Jahren aus den Grundmauern des Palas und eines, heute nicht mehr vorhandenen, Westbaus geborgen wurden. Sie sind spätestens nach der Vertreibung der Juden aus der Mark Brandenburg 1510, manche wohl auch schon im 15. Jahrhundert, vom jüdischen Friedhof Spandau genommen und als Baumaterial für die Burg verwendet worden.
Es wird vermutet, dass die Steine im Verlauf der Vertreibung der Juden aus Brandenburg und der damit einhergehenden Schändung jüdischer Friedhöfe um 1510 in die Zitadelle verbracht wurden. Aufgrund des Alters der Grabsteine liefern die Inschriften bedeutende Information über jüdisches Leben in der Region Berlin-Brandenburg sowie der Erbauung des Palas. Der Fund wird als Sammlung von europäischem Rang bezeichnet.

### Bastion König
Aus dem 16. Jahrhundert; ältester Bauteil der von Francesco Chiaramella de Gandino gestaltet wurde. In der Bastion König befindet sich das Archäologische Fenster, durch das die ursprüngliche Burg Spandau sichtbar wird.

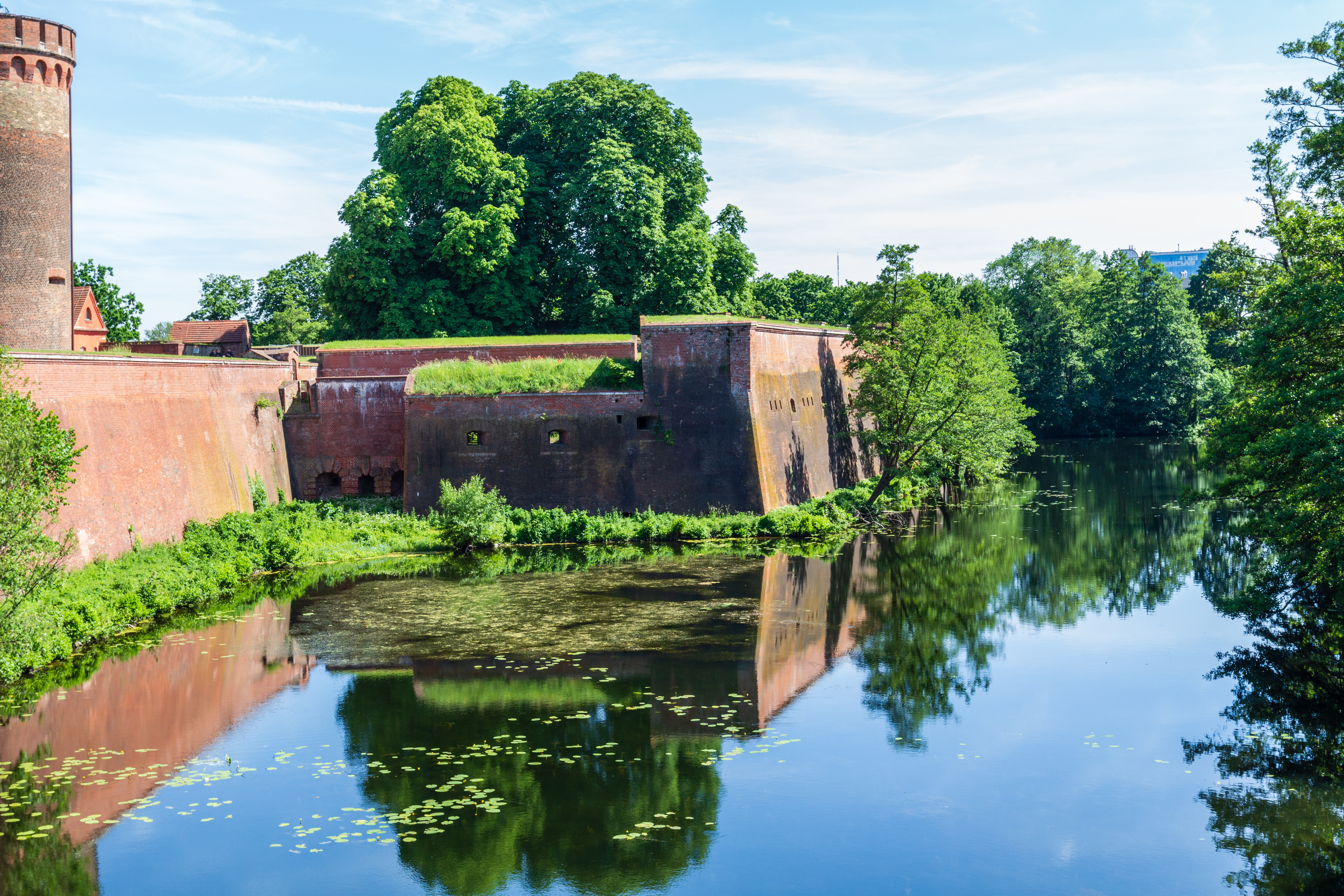
Bastion König
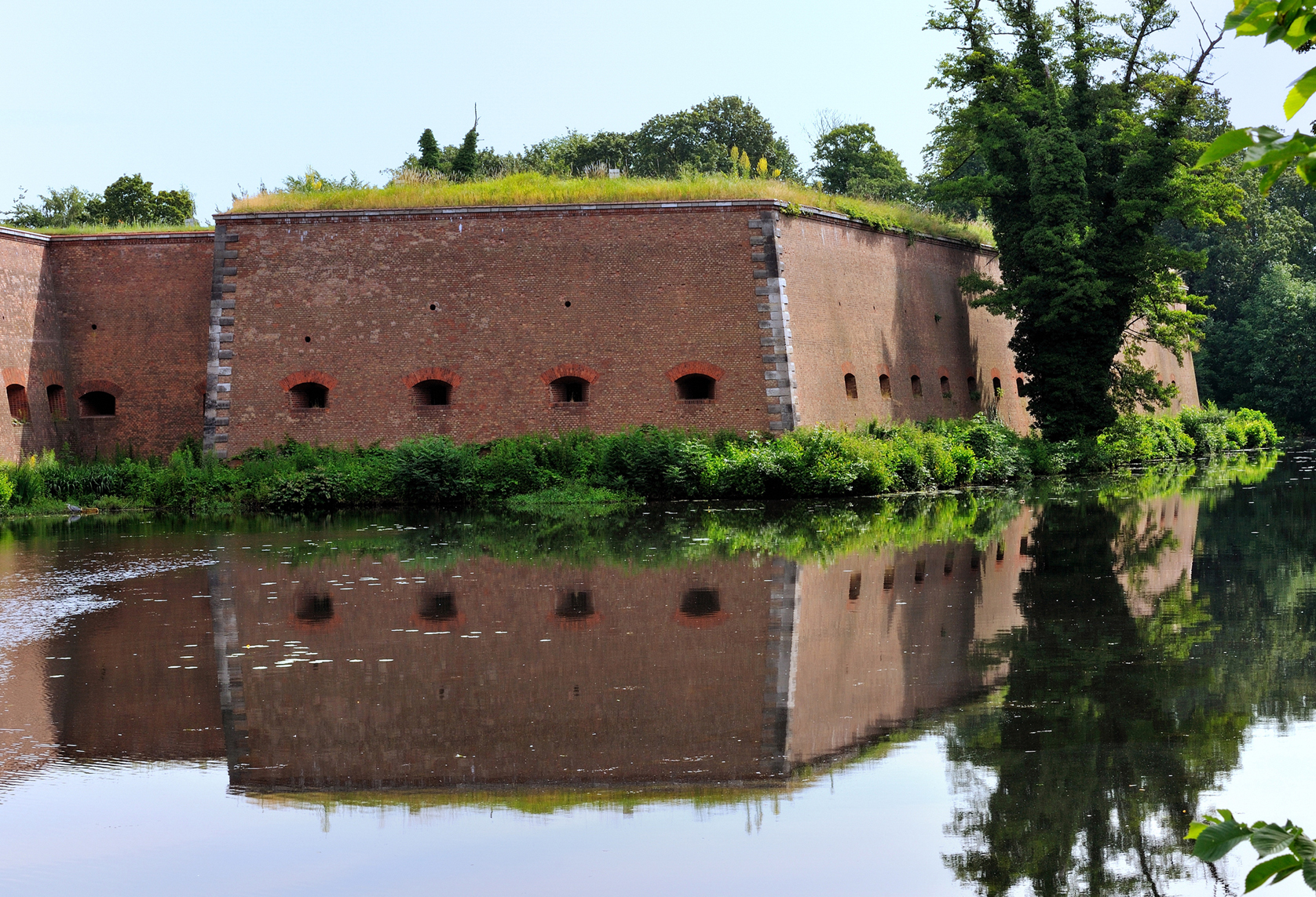
Bastion Königin
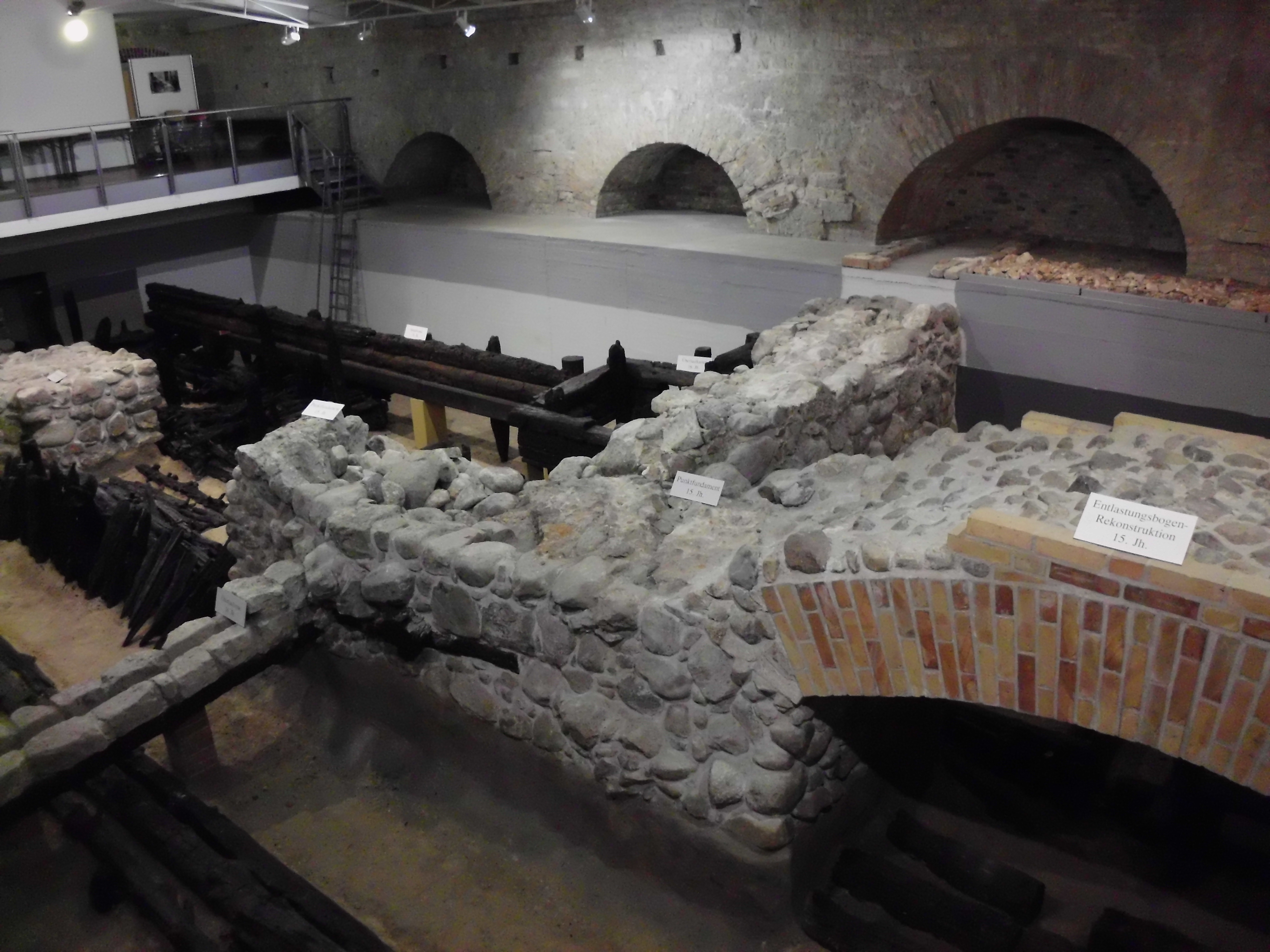
Archäologisches Fenster

### Alte Kaserne
Erbaut 1861, heute Zentrum für Aktuelle Kunst (ZAK)

### Italienische Höfe
Erbaut im 16. Jahrhundert, heute Veranstaltungsräume für private und andere Veranstaltungen

### Proviantmagazin
Erbaut im 16. Jahrhundert, Wiederaufbau 1814 bis 1817. Heute Standort der Dauerausstellung Enthüllt. Berlin und seine Denkmäler. Zu sehen sind die Figuren der Siegesallee, der Kopf des Lenindenkmals aus Berlin-Friedrichshain, sowie weitere aus der Öffentlichkeit entfernte Denkmäler.

### Exerzierhalle
Aus dem 19. Jahrhundert, heute Dauerausstellung mit Geschützen

### Zeughaus
Das Zeughaus stammt aus dem 19. Jahrhundert und diente dem Aufbewahren von Uniformen und Waffen. Heute Dauerausstellung zur Geschichte Spandaus. Neben dem Zeughaus befinden sich die Reste eines älteren Zeughauses, das während der Befreiungskriege 1813 zerstört wurde.

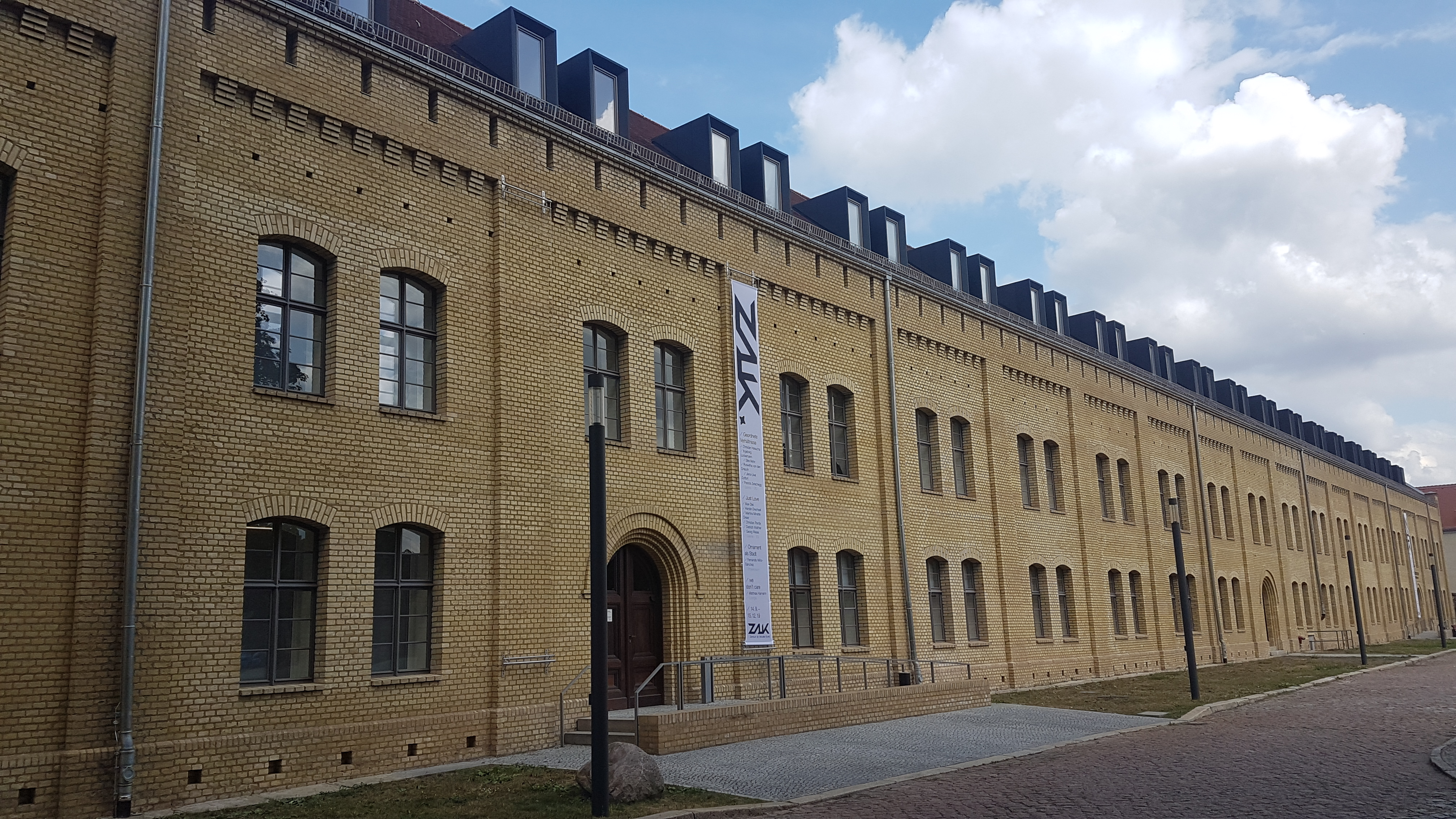
Alte Kaserne
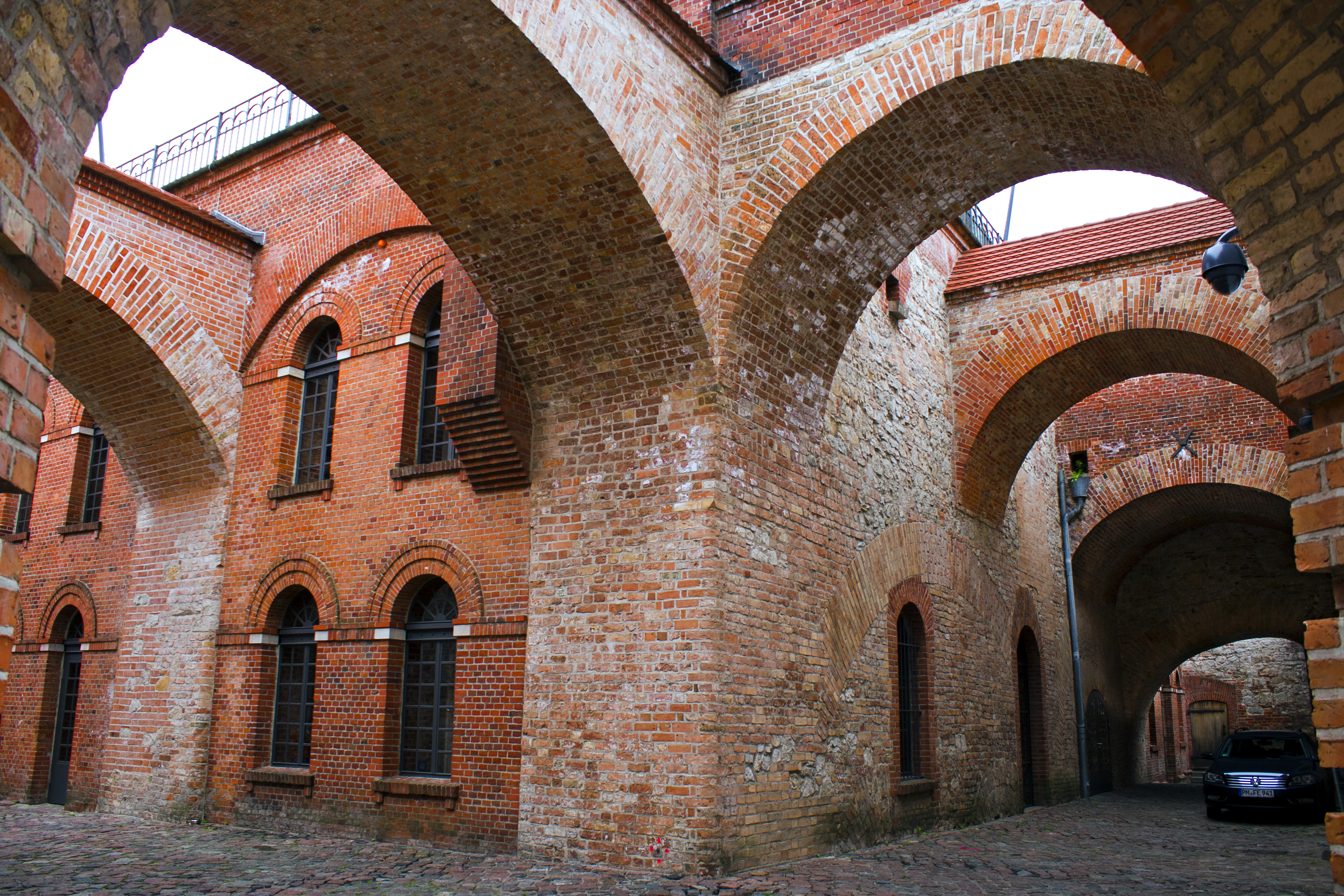
Italienische Höfe
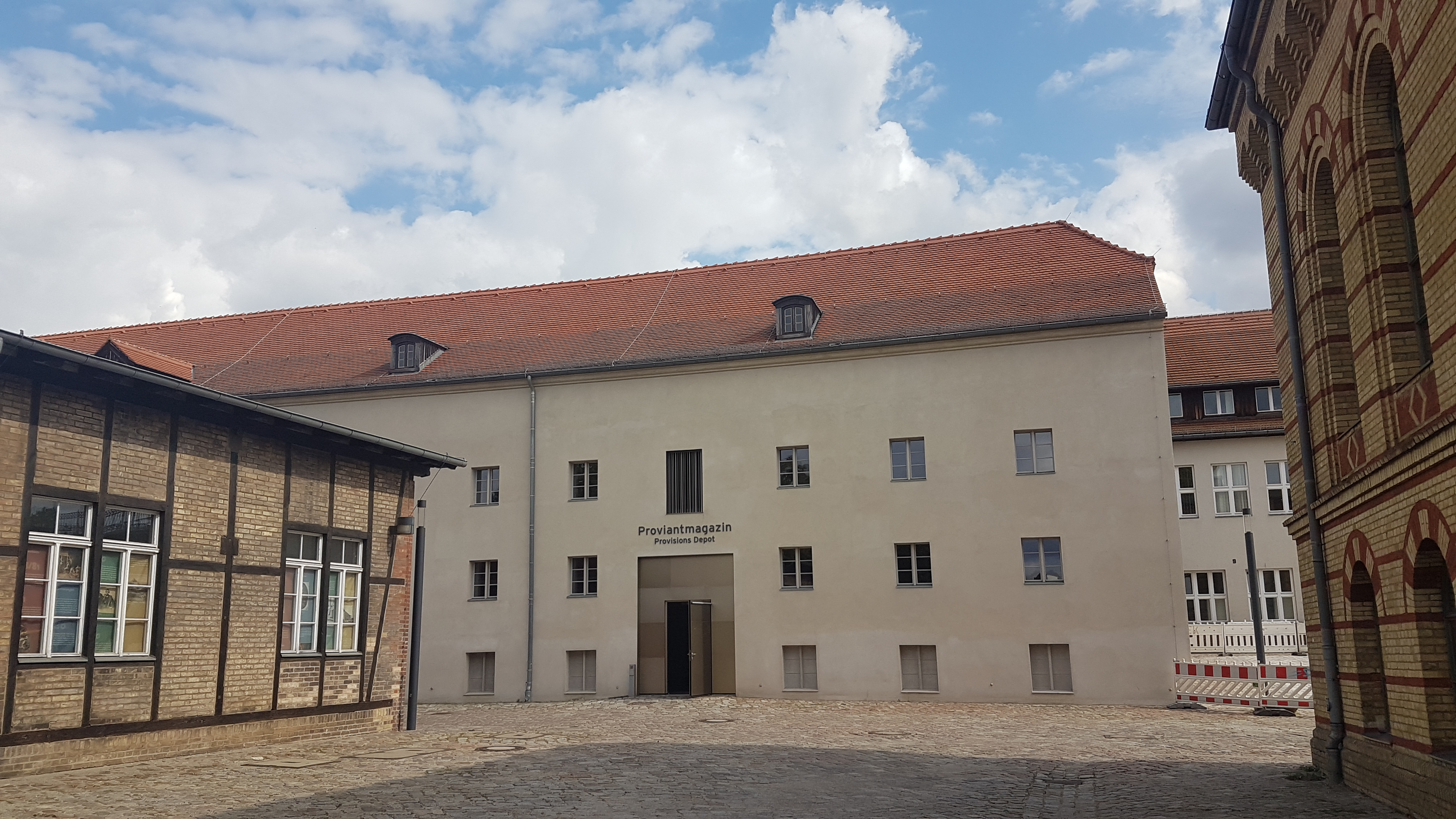
Proviantmagazin
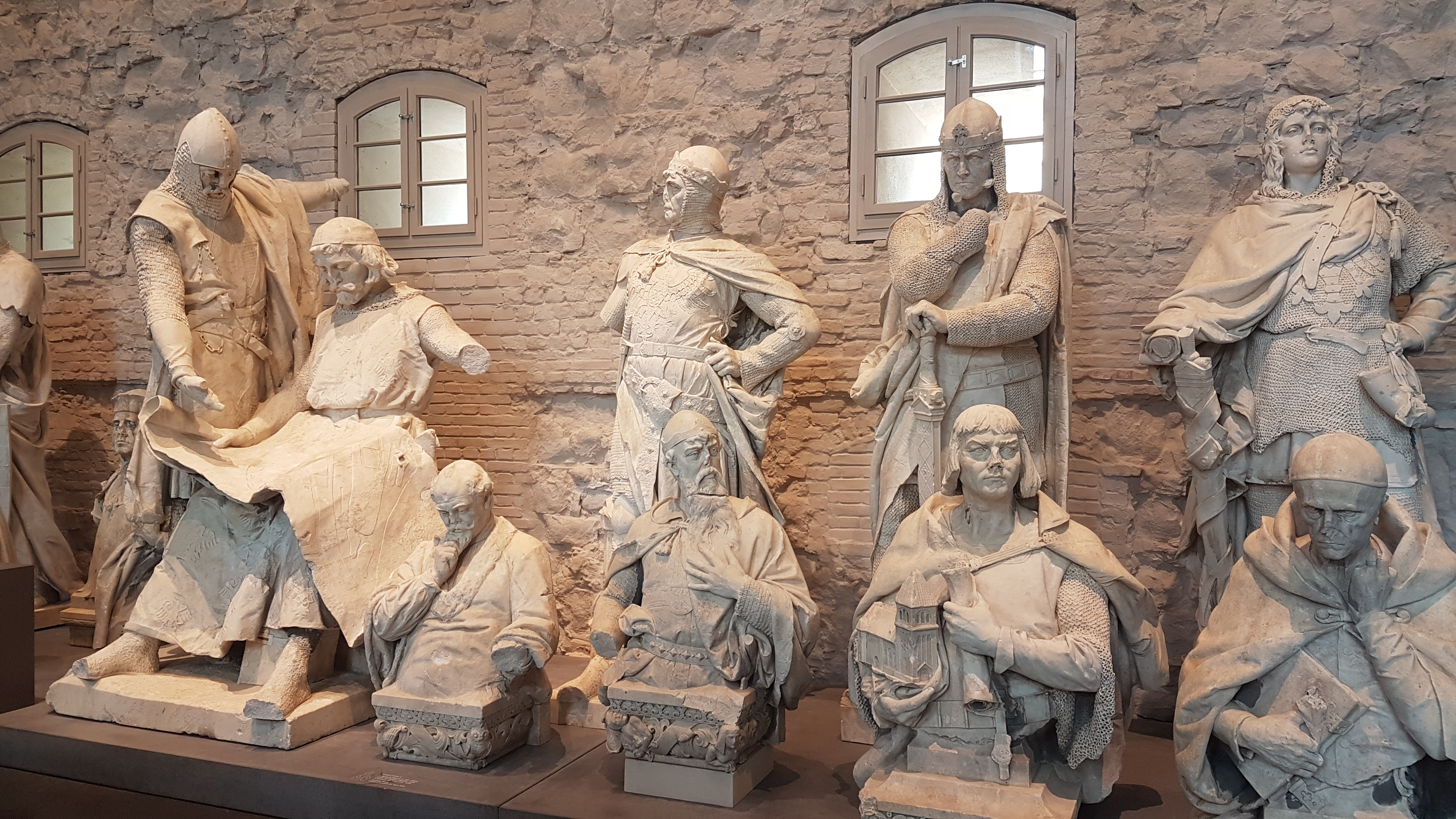
Enthüllt. Berlin und seine Denkmäler
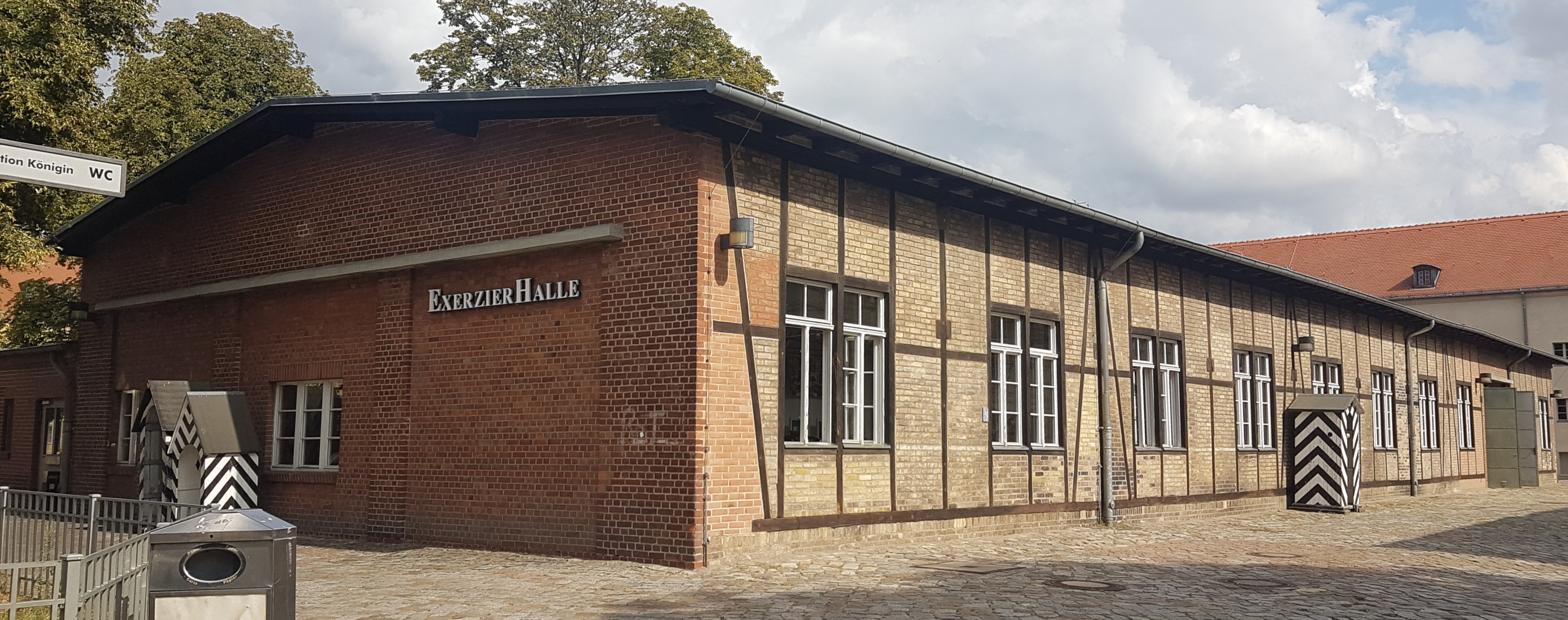
Exerzierhalle
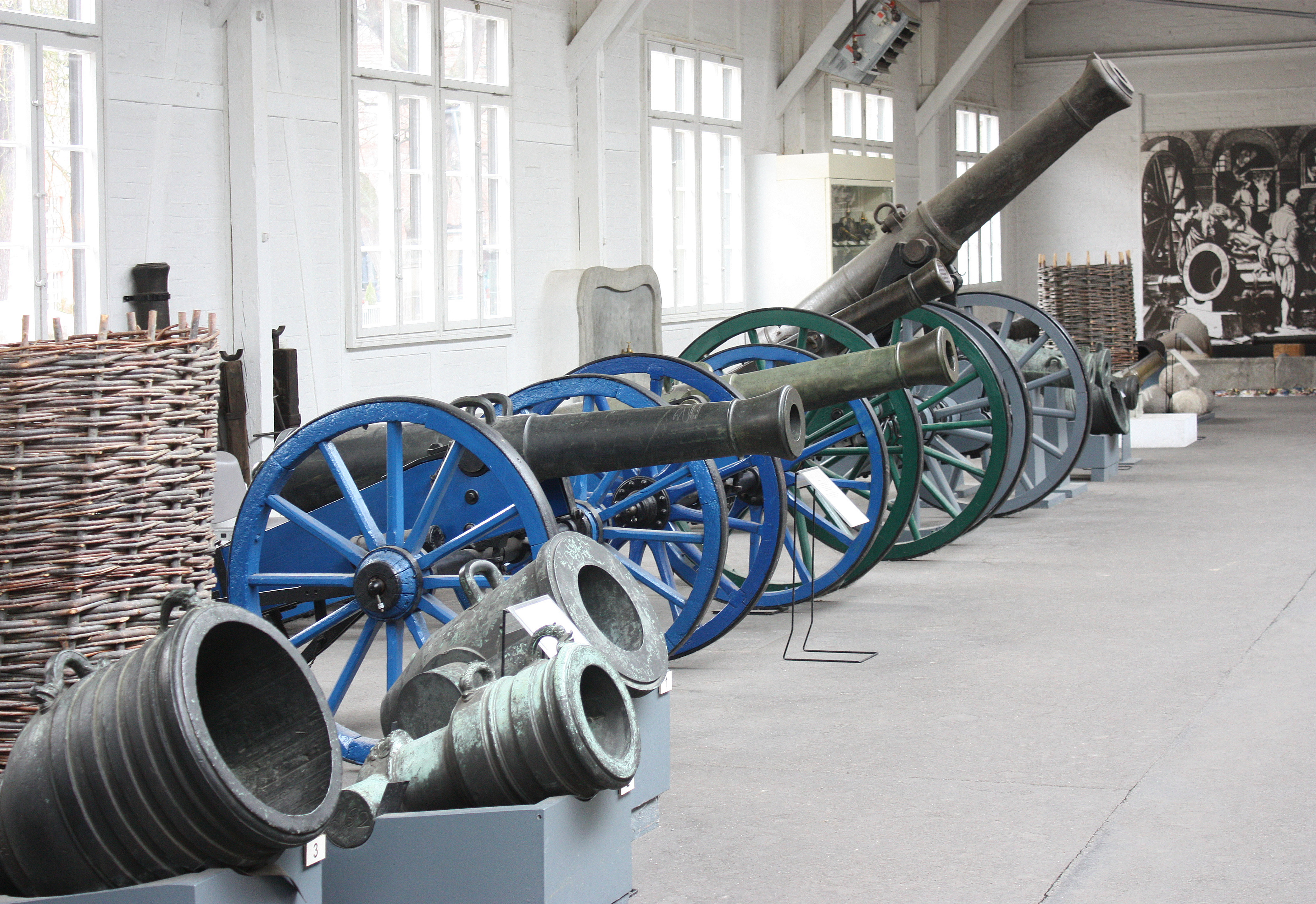
Geschützsammlung
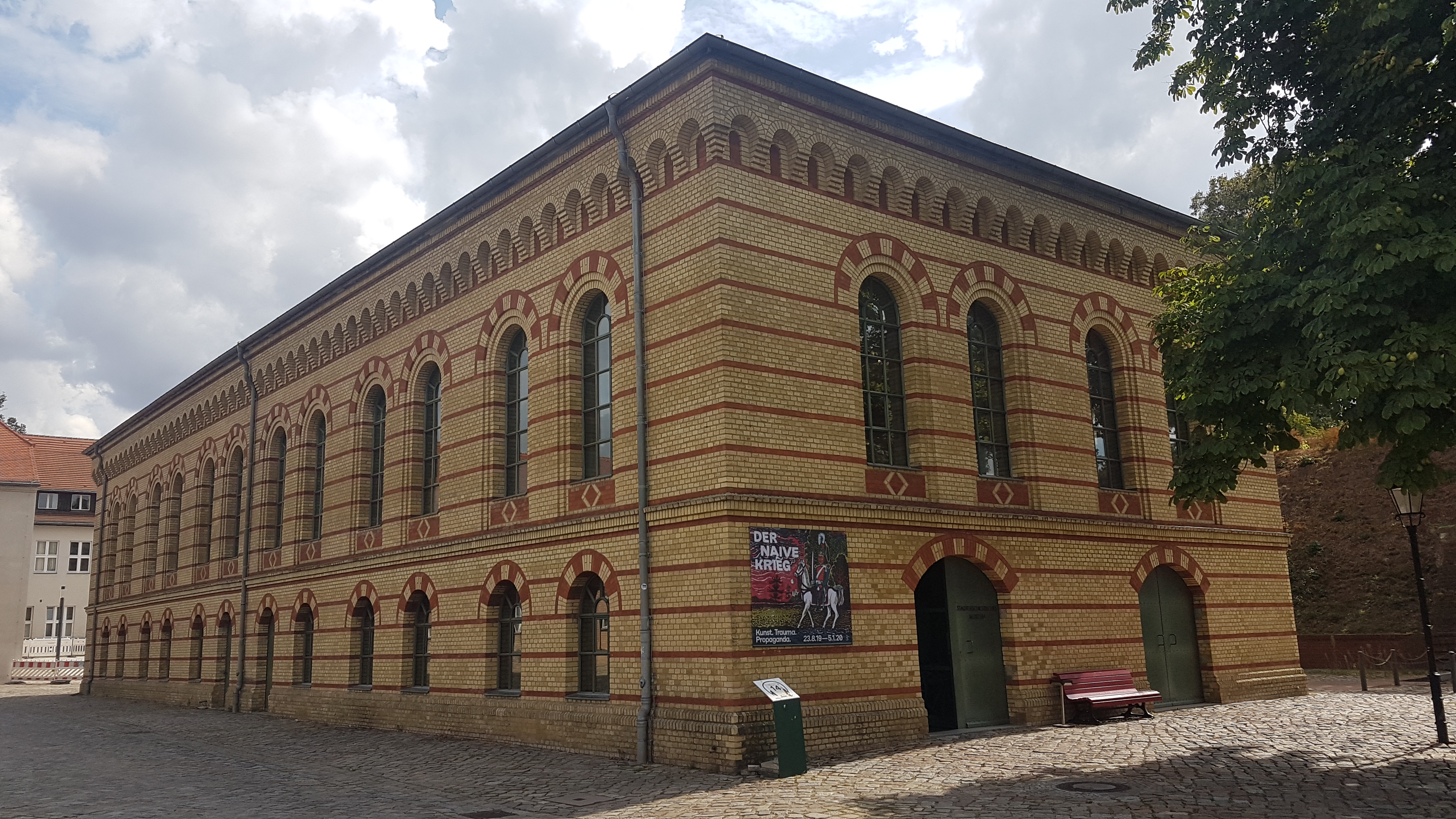
Zeughaus
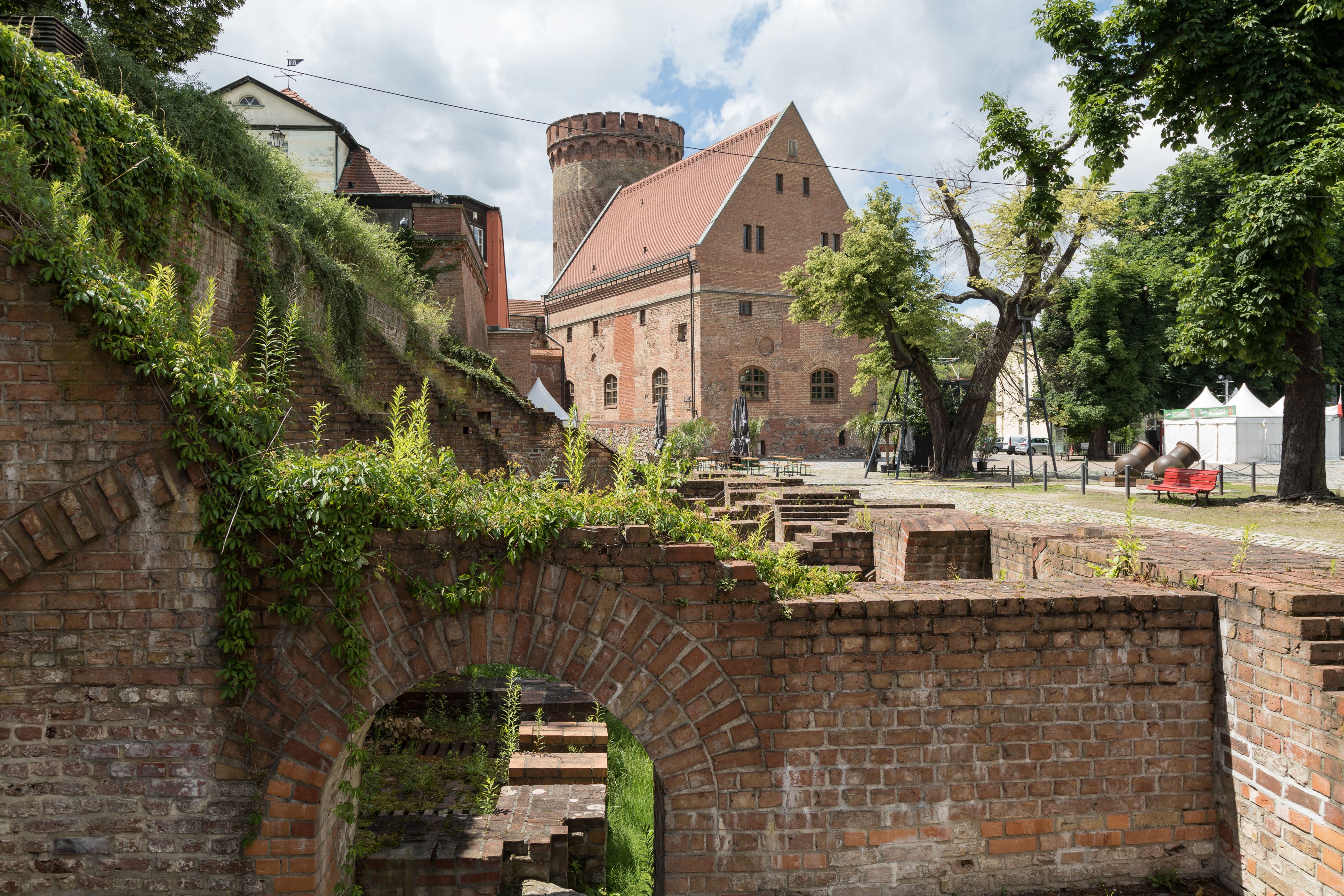
Zerstörtes Zeughaus

## Nutzung als Gefängnis
Die Zitadelle diente immer wieder als Gefängnis für preußische Staatsgefangene. Einige berühmte Gefangene waren:
- 1571: Anna Sydow, Geliebte des verstorbenen Kurfürsten
- 1662: Pastor Schilling, Pastor aus Stendal
- 1668: Eberhard Danckelmann, Premierminister
- 1702: Benjamin Raule, Generaldirektor und Begründer der brandenburgischen Flotte
- 1707: Johann Sigismund von Schlund, Oberst und Kommandeur des preußischen Artillerie-Korps
- 1710: August David zu Sayn-Wittgenstein-Hohenstein, Oberhofmarschall am preußischen Hof unter Friedrich I.
- 1719: Clement, ungarischer Betrüger am Königshof
- 1733: Georg Christoph von Natzmer, späterer preußischer Generalmajor
- 1749: Christopher Heinrich von Kursell, späterer russischer Generalleutnant
- 1766: der Geheime Finanzrat Erhard Ursinus, rechte Hand des Königs in Manufaktur- und Handelssachen
- 1782: Friedrich Christoph von Görne, preußischer Staatsminister
- 1809: Bonaventura von Rauch, preußischer Generalmajor und Vizekommandant der Festung Stettin
- 1811: Alexander Heinrich von Thile, preußischer Generalleutnant und Gouverneur von Breslau
- 1821: Friedrich Ludwig Jahn (Turnvater Jahn)
- 1828: Ludwig Rellstab, Dichter, Journalist und Theaterkritiker
- 1844: Heinrich Ludwig Tschech, verübte ein Attentat auf Friedrich Wilhelm IV., hier am 14. Dezember 1844 mit dem Beil hingerichtet

Gelegentlich wird die Spandauer Zitadelle in den Medien als Gefängnis von Albert Speer und Rudolf Heß genannt, hierbei handelt es sich jedoch um einen verbreiteten Irrtum. Wie andere verurteilte Nationalsozialisten waren beide nicht in der Zitadelle, sondern im Kriegsverbrechergefängnis Spandau inhaftiert.

## Gouverneure
- Bis 1572:00.Joachim von Roebel
- 1572–1575: Zacharias von Roebel
- 1580–1593: Dietrich von Holzendorf
- 1593–1596: Rochus Graf zu Lynar
- ab 1598:000Adam Gans Herr zu Putlitz
- bis 1610:00.Casimir Graf zu Lynar
- 1610–1631: Hans Georg von Ribbeck sen.
- 1631–1634: schwedische Besetzung
- 1634–1647: Hans Georg von Ribbeck sen.
- 1647–1666: Hans Georg von Ribbeck jun.
- 1666–1669: Albrecht Christoph von Quast
- 1669–1671: Georg Adam von Pfuel
- 1671–1678: Adolph von Goetze
- 1677–1684: Hans Adam von Schöning
- 1684–1691: Hans Albrecht von Barfus
- 1691–1694: Nikolaus von Below
- 1694–1705: Philipp Karl von Wylich und Lottum
- 1705–1713: Johann Georg von Tettau
- 1713–1723: Johann Sigmund von Schwendy
- 1723–1732: David Gottlob Freiherr von Gersdorff
- 1732–1747: Friedrich Wilhelm Herzog von Holstein-Beck
- 1747–1766: Gustav Bogislaus von Münchow
- 1766–1776: Johann Albrecht von Bülow
- 1776–1780: Graf Johann Ludwig von Hordt
- 1780–1784: Henning Alexander von Kleist
- 1784–1798: Ernst Ludwig von Pfuhl
- 1803–1806: Johann Leopold von Thadden
- 1806–1808: französische Besetzung
- 1808–1812: August von Thümen

Quelle: Otto Kuntzemüller: Urkundliche Geschichte der Stadt und Festung Spandau, Berlin-Spandau 1928

## Gutsbezirk Spandau-Zitadelle
Die Spandauer Zitadelle bildete bis 1920 einen eigenen Gutsbezirk im Kreis Osthavelland. Im Rahmen der Bildung von Groß-Berlin am 1. Oktober 1920 wurde der Gutsbezirk, der 1919 auf einer Fläche von 23 Hektar 234 Einwohner hatte, ein Teil des Berliner Bezirks Spandau.

## Lebensraum für Fledermäuse
Die Zitadelle ist eines der wichtigsten Winterquartiere für Fledermäuse in Europa. Im Keller von Haus 4 sind auf rund 300 m² in einem Schaugehege Nilflughunde und Brillenblattnasen zu sehen. Früher in den Katakomben vorhandene Vampirfledermäuse wurden in den Berliner Zoo umquartiert. Der NABU und die Mitarbeiter des im Jahr 2003 eröffneten Fledermauskellers organisieren einmal jährlich ein Fledermausfest, auch Führungen werden angeboten.

## Zitadelle Spandau in Kino- und Fernsehfilmen
Die Zitadelle wurde mehrmals als Kulisse für Filmaufnahmen genutzt. Unter anderem wurden folgende Filme teilweise auf der Zitadelle gedreht: Die Edgar-Wallace-Filme Der Rächer (1960), Der Hexer (1964) und Der Bucklige von Soho (1966). Weiterhin der SFB-Fernsehfilm Der Tambour Anfang der 1980er Jahre sowie die Actionkomödie Gotcha! – Ein irrer Trip von 1984. Konrad Wolf drehte in seinem Film Ich war neunzehn (1968) die Szenen der Kapitulation der Zitadelle im Jahre 1945 allerdings in der DDR. 2013 wurden Teile des Märchenfilms Das Mädchen mit den Schwefelhölzern in der Zitadelle gedreht und 2017 des Märchenfilms Der Schweinehirt.
2014 diente die Zitadelle als Drehort für eine spanische Pilgerherberge im Film Ich bin dann mal weg. Im Frühjahr 2019 nutzte die Berliner Band Rammstein die „Enthüllt“-Ausstellung in der Zitadelle sowie die Bastion Kronprinz für Dreharbeiten zu ihrem Video Deutschland.

## Umgebung der Zitadelle
Unmittelbar vor der südöstlichen Bastion Königin befindet sich am anderen Ufer die Freilichtbühne Zitadelle in Berlin Spandau. Man gelangt dorthin, indem man vom Weg zur Zitadelle vor der Brücke rechts abzweigt.
Rechts am Weg zur Zitadelle steht ein Bronzeabguss des Ares Ludovisi, einer römischen Marmorkopie von einer verlorenen, spätklassischen, griechischen Skulptur des Lysippos. Der zwischen 1860 und 1920 in Florenz entstandene Abguss hatte zur privaten Kunstsammlung Hermann Görings in Carinhall gehört. Die Skulptur war 1945 der von Göring angeordneten Zerstörung entgangen und mit zwei anderen geretteten Freiplastiken in den Besitz des Verwaltungsamtes für ehemaligen Reichsgrundbesitz in Berlin gelangt. Das Amt übergab sie 1962 dem Bezirksamt Spandau, das den Ares im April 1964 durch Auszubildende der Otto-Bartning-Schule vor der Zitadelle aufstellen ließ.